# カルロス・アンドレス・ペレス

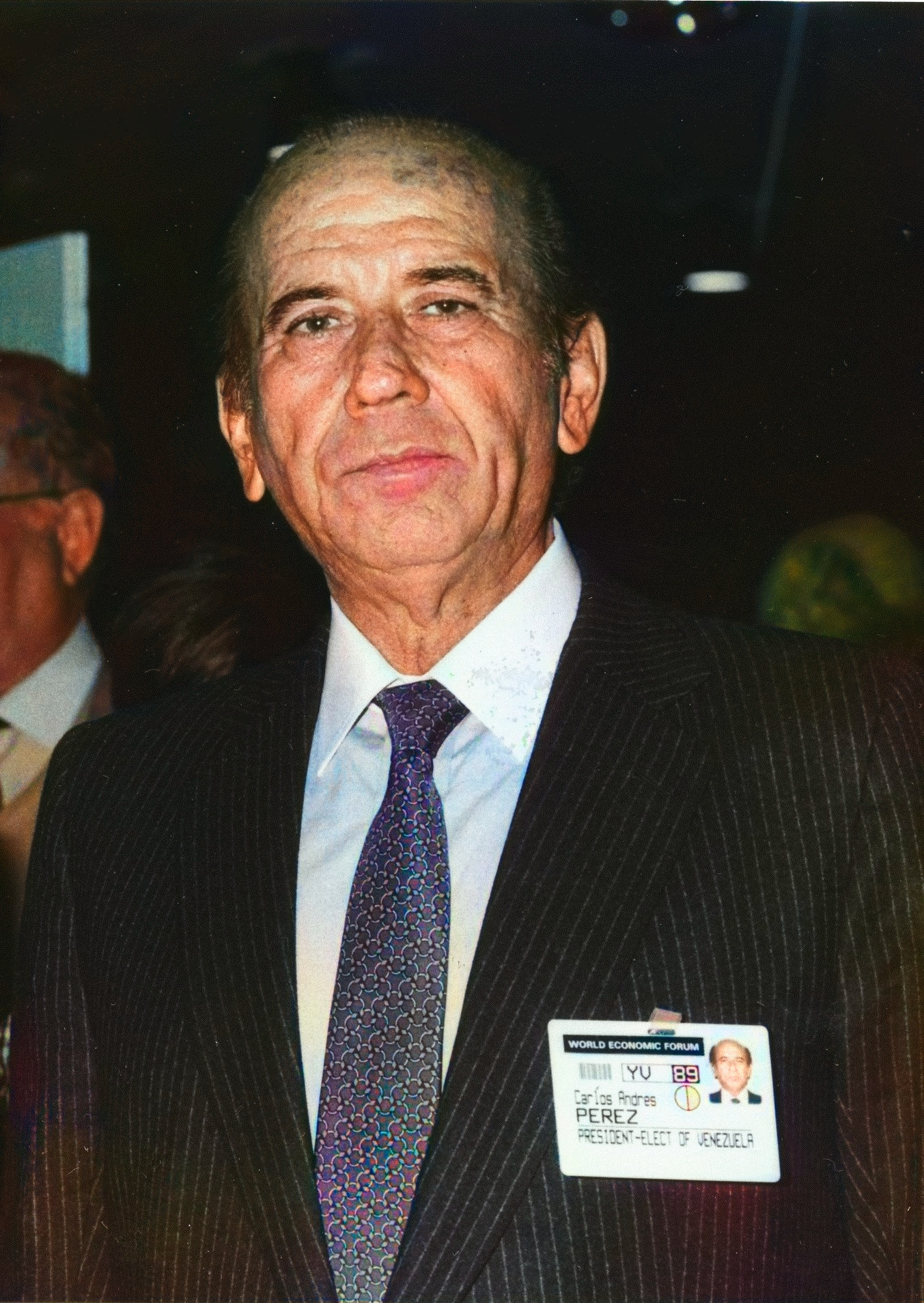
（1989年）

カルロス・アンドレス・ペレス・ロドリゲス（Carlos Andrés Pérez Rodríguez、1922年10月27日 - 2010年12月25日）は、ベネズエラの政治家、元ベネズエラ大統領 (1974–1979、1989-1993)。タチラ州ルビオ出身。

## 来歴
1973年に民主行動党より大統領に就任した。当時オイルショックが起こったために、石油国有化法を制定してベネズエラ国営石油会社（PDVSA）を設立するなどしたが、石油収入に頼り切ったその財政は徐々に悪化の一途をたどっていった。
1979年に大統領の座を退くものの、1989年に再び大統領の座に就任した。就任直後に大転換と呼ばれる緊縮政策などを行い、公共料金が大幅な値上がりが起こったため1989年2月27日にカラカス暴動が発生した。ペレスは暴動の鎮圧に軍を投入し、200人以上の暴動参加者が死亡している。第一次政権当時、エクソン、シェルを国外に追い出したが、政権に返り咲いてからは外国企業誘致に全力を注いだ。1992年2月、当時の陸軍中佐であったウゴ・チャベスがクーデターを試みたが失敗し投獄された。また、同年の11月にも空軍と海軍の一部士官によるクーデターが起こっている。1993年3月に、公金横領容疑により議会から罷免され大統領の座を退いた。
2010年12月25日、フロリダ州マイアミにて88歳で亡くなっている。晩年にはパーキンソン病を患っていた。